# Vuodasluobal
Vuodasluobal eller Vuodasluobbal är en sjö i Finland. Den ligger i kommunen Enare i landskapet Lappland, i den norra delen av landet, 1 100 km norr om huvudstaden Helsingfors. Vuodasluobal ligger 181,6 meter över havet. Arean är 1,2 kvadratkilometer och strandlinjen är 13,08 kilometer lång. Sjön  ingår i Neidenälvens huvudavrinningsområde.   Omgivningarna runt Vuodasluobal är i huvudsak ett öppet busklandskap.